# Larry Lloyd
Larry Lloyd (Bristol, Inglaterra; 6 de octubre de 1948-28 de marzo de 2024) fue un futbolista y entrenador de fútbol inglés que jugó en la posición de defensa.

## Carrera

### Club
| Club              | Temporada        | Liga             | Liga     | Liga  | FA Cup   | FA Cup | Copa de la Liga | Copa de la Liga | Europa   | Europa | Otros    | Otros | Total    | Total |
| Club              | Temporada        | División         | Partidos | Goles | Partidos | Goles  | Partidos        | Goles           | Partidos | Goles  | Partidos | Goles | Partidos | Goles |
| ----------------- | ---------------- | ---------------- | -------- | ----- | -------- | ------ | --------------- | --------------- | -------- | ------ | -------- | ----- | -------- | ----- |
| Bristol Rovers    | 1968–69          | Third Division   | 43       | 1     | 7        | 0      | 1               | 0               | —        | —      | —        | —     | 51       | 1     |
| Liverpool         | 1969–70          | First Division   | 8        | 0     | 0        | 0      | 0               | 0               | 1        | 0      | —        | —     | 9        | 0     |
| Liverpool         | 1970–71          | First Division   | 40       | 0     | 7        | 0      | 3               | 0               | 10       | 0      | —        | —     | 60       | 0     |
| Liverpool         | 1971–72          | First Division   | 33       | 1     | 2        | 0      | 3               | 0               | 4        | 0      | 1        | 0     | 43       | 1     |
| Liverpool         | 1972–73          | First Division   | 42       | 2     | 4        | 0      | 8               | 0               | 12       | 1      | —        | —     | 66       | 3     |
| Liverpool         | 1973–74          | First Division   | 27       | 1     | 3        | 0      | 6               | 0               | 4        | 0      | 0        | 0     | 40       | 1     |
| Liverpool         | Total            | Total            | 150      | 4     | 16       | 0      | 20              | 0               | 31       | 1      | 1        | 0     | 218      | 5     |
| Coventry City     | 1974–75          | First Division   | 34       | 5     | 3        | 1      | 1               | 0               | —        | —      | —        | —     | 38       | 6     |
| Coventry City     | 1975–76          | First Division   | 11       | 0     | 0        | 0      | 0               | 0               | —        | —      | —        | —     | 11       | 0     |
| Coventry City     | 1976–77          | First Division   | 5        | 0     | 0        | 0      | 0               | 0               | —        | —      | —        | —     | 5        | 0     |
| Coventry City     | Total            | Total            | 50       | 5     | 3        | 1      | 1               | 0               | —        | —      | —        | —     | 54       | 6     |
| Nottingham Forest | 1976–77          | Second Division  | 26       | 3     | 5        | 0      | 0               | 0               | —        | —      | 3        | 0     | 34       | 3     |
| Nottingham Forest | 1977–78          | First Division   | 26       | 0     | 2        | 0      | 6               | 1               | —        | —      | —        | —     | 34       | 1     |
| Nottingham Forest | 1978–79          | First Division   | 36       | 0     | 3        | 1      | 6               | 1               | 9        | 1      | 1        | 1     | 55       | 4     |
| Nottingham Forest | 1979–80          | First Division   | 42       | 3     | 2        | 0      | 9               | 1               | 9        | 0      | 2        | 0     | 64       | 4     |
| Nottingham Forest | 1980–81          | First Division   | 18       | 0     | 2        | 0      | 2               | 0               | 2        | 0      | 3        | 0     | 27       | 0     |
| Nottingham Forest | Total            | Total            | 148      | 6     | 14       | 1      | 23              | 3               | 20       | 1      | 9        | 1     | 214      | 12    |
| Wigan Athletic    | 1980–81          | Fourth Division  | 9        | 0     | 0        | 0      | 0               | 0               | —        | —      | —        | —     | 9        | 0     |
| Wigan Athletic    | 1981–82          | Fourth Division  | 36       | 2     | 0        | 0      | 4               | 2               | —        | —      | —        | —     | 40       | 4     |
| Wigan Athletic    | 1982–83          | Third Division   | 7        | 0     | 0        | 0      | 1               | 0               | —        | —      | —        | —     | 8        | 0     |
| Wigan Athletic    | Total            | Total            | 52       | 2     | 0        | 0      | 5               | 2               | —        | —      | —        | —     | 57       | 4     |
| Total de carrera  | Total de carrera | Total de carrera | 443      | 18    | 40       | 2      | 50              | 5               | 51       | 2      | 10       | 1     | 599      | 28    |

### Selección nacional
Lloyd jugó en cuatro ocasiones para Inglaterra en un lapso de ocho años. Su debut fue el 19 de mayo de 1971 convocado por Alf Ramsey en el Home Championship en un empate 0-0 ante Gales. Después jugó ante Suiza e Irlanda del Norte en 1971 y 1972 y no fue convocado a la selección nacional hasta el 17 de mayo de 1980 convocado por Ron Greenwood para jugar ante Gales en el Home Championship. Ese sería su último partido internacional que terminó con derrota por 1-4 en el Racecourse Ground en Wrexham. También jugó en ocho ocasiones con la selección sub-23 de 1970 a 1972 y anotó un gol.

### Entrenador
| Equipo         | Desde              | Hasta                 | Récord | Récord | Récord | Récord | Récord |
| Equipo         | Desde              | Hasta                 | P      | V      | E      | D      |        |
| -------------- | ------------------ | --------------------- | ------ | ------ | ------ | ------ | ------ |
| Wigan Athletic | 3 de abril de 1981 | 4 de abril de 1983    | 107    | 47     | 27     | 33     |        |
| Notts County   | 7 de julio de 1983 | 21 de octubre de 1984 | 66     | 19     | 15     | 32     |        |
| Total          | Total              | Total                 | 173    | 66     | 42     | 65     |        |

## Tras el retiro
En el 2000 Lloyd pasó a trabajar regularmente en la radio en Nottingham, primero para GEM AM y luego en Century 106, transmitiendo los partidos del Nottingham  Forest FC. Vivió en España por varios años, donde puso bares y vendió propiedades. Después fue dirigente del Real Marbella. 
En 2001 luego de varios intentos, Lloyd decidió vender sus medallas de competiciones europeas en £12,000 en Christie's. Lo hizo por verse forzado a hacerlo por sus problemas financieros.
En 2008 Lloyd publicó su autobiografía titulada "Hard Man, Hard Game".
En 2021 volvió a Inglaterra para vivir en Nottinghamshire. Lloyd murió el 28 de marzo de 2024 a los 75 años.

## Logros
- First Division: 1972–73,[7] 1977-78
- UEFA Cup: 1972–73[7]
- League Cup: 1977–78, 1978–79[7]
- FA Charity Shield: 1978
- European Cup: 1978–79, 1979–80[7]
- European Super Cup: 1979
- Anglo-Scottish Cup: 1976–77